# Lise Meitner
Lise Meitner (ur. 7 lub 17 listopada 1878 w Wiedniu, zm. 27 października 1968 w Cambridge) – austriacka fizyczka jądrowa. Laureatka Nagrody Enrica Fermiego.
Meitner i Otto Frisch rozwinęli teoretyczne wyjaśnienie zjawiska rozszczepienia jądra atomowego, którego w 1938 dokonali Otto Hahn i Fritz Straßmann.

## Życiorys
Lise, właśc. Elise, Meitner urodziła się 7 lub 17 listopada 1878 w Wiedniu. Pochodziła z rodziny żydowskiej i była trzecią córką prawnika doktora Philippa Meitnera i jego żony Hedwig Meitner-Skovran. Jako osoba dorosła przeszła na protestantyzm i w 1906 została ochrzczona.

### Edukacja
Pod koniec XIX wieku dziewczęta nie mogły uczęszczać do gimnazjum, Lise musiała więc zadowolić się szkołą miejską (Bürgerschule). Po jej ukończeniu opanowała samodzielnie materiał potrzebny do matury i zdała ją w roku 1901, mając 22 lata, w akademickim gimnazjum w Wiedniu. W tym samym roku rozpoczęła studia wyższe: fizyczne, matematyczne i filozoficzne na Uniwersytecie w Wiedniu. Wśród jej profesorów największy wpływ na Lisę wywarł fizyk – Ludwig Boltzmann. Na pierwszym roku studiów zainteresowało ją zagadnienie promieniotwórczości. W 1906 doktoryzowała się, jako druga kobieta w historii Uniwersytetu Wiedeńskiego, z fizyki. Tematem jej dysertacji było Przewodnictwo cieplne materiałów niehomogennych.

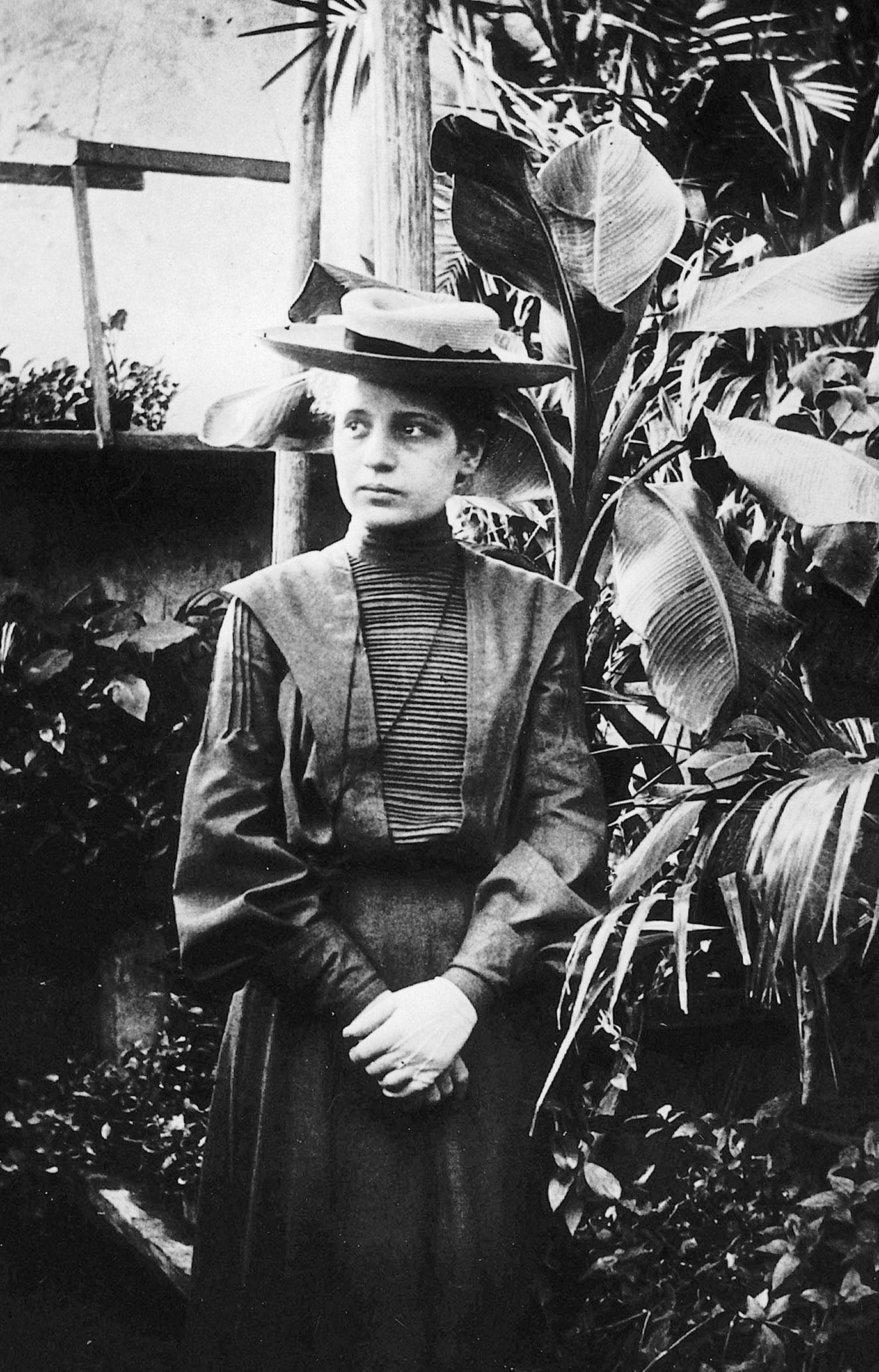
Lise Meitner, 1906

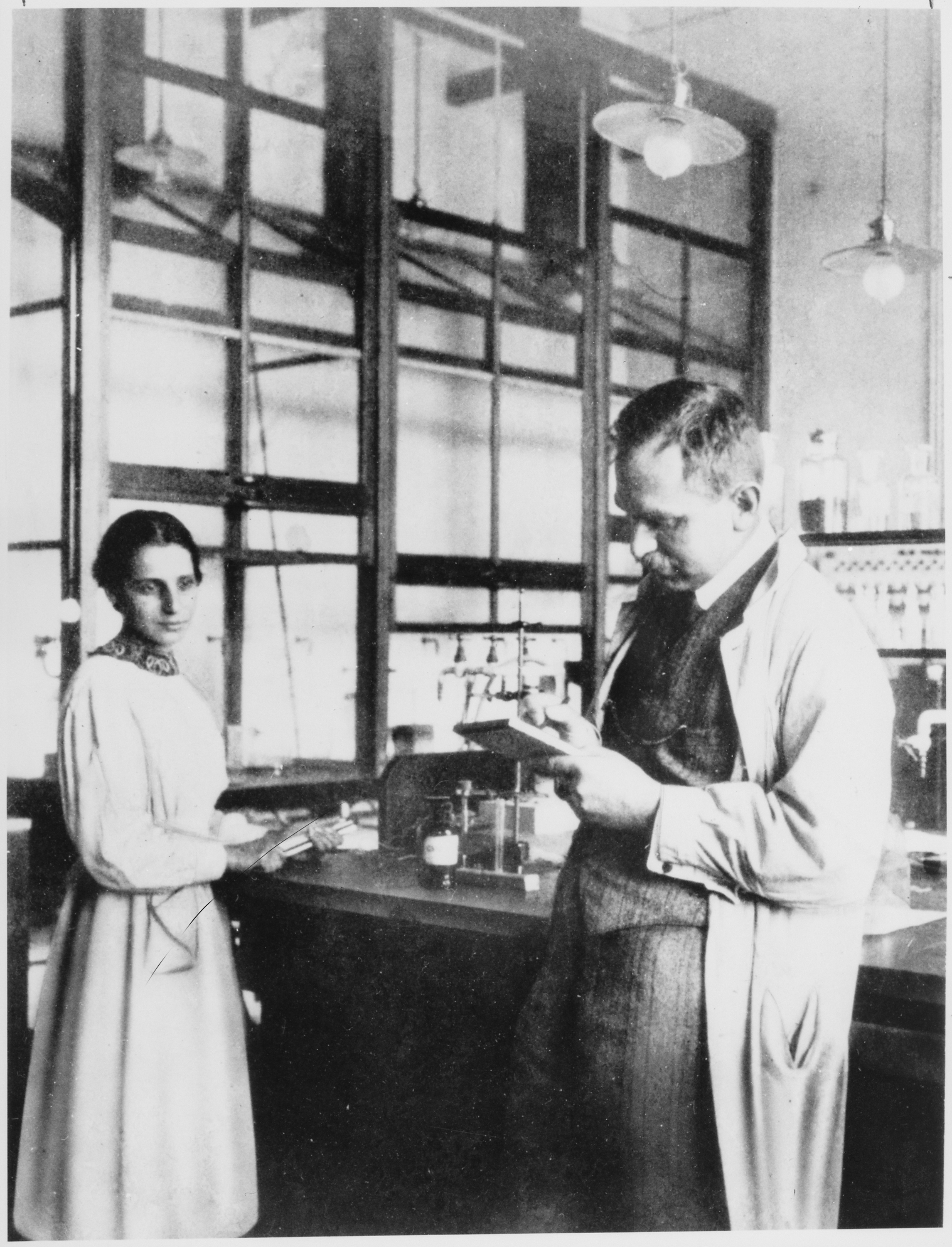
Lise Meitner i Otto Hahn, 1913

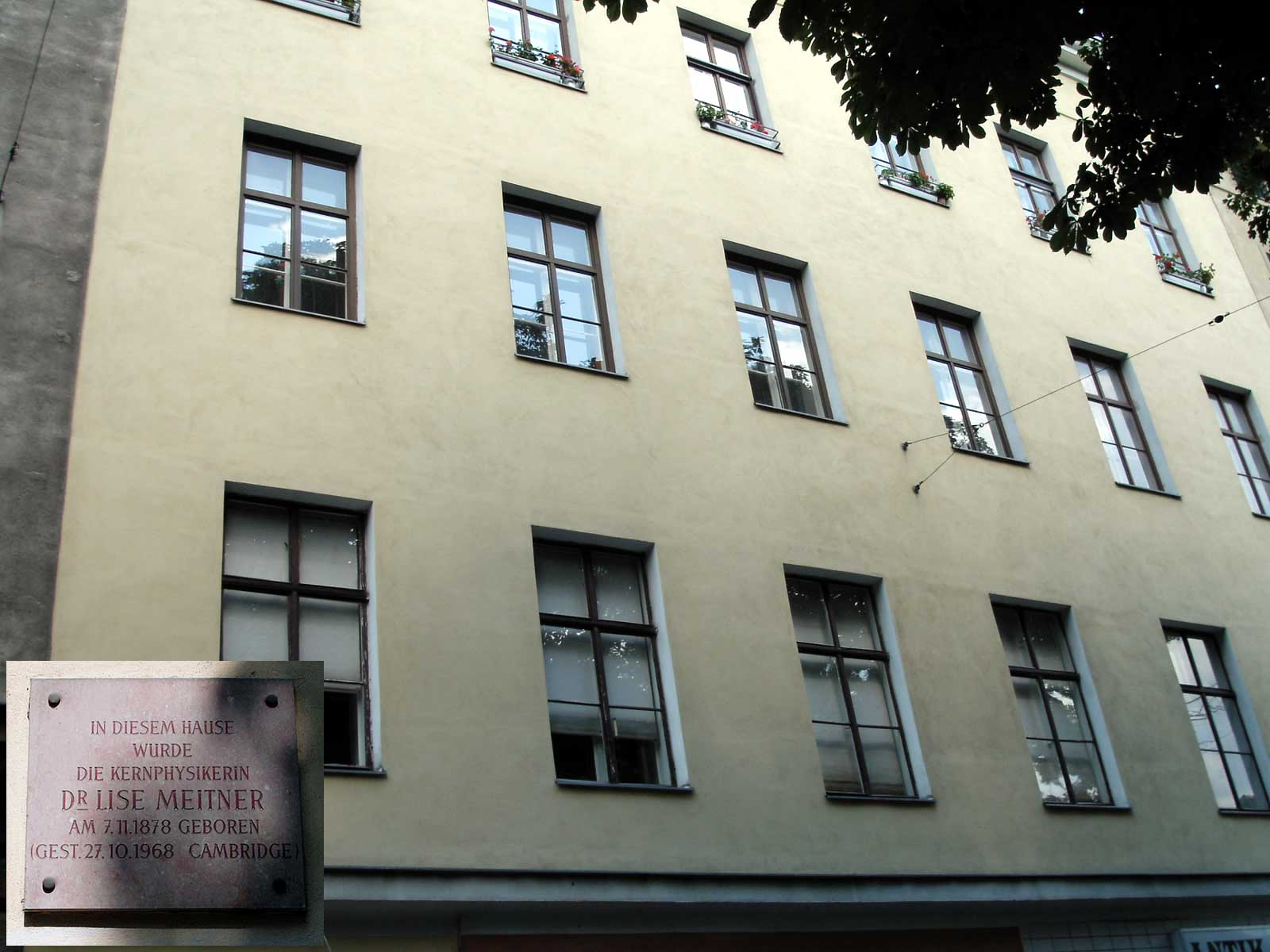
Tablica pamiątkowa na domu rodzinnym Meitner w Wiedniu

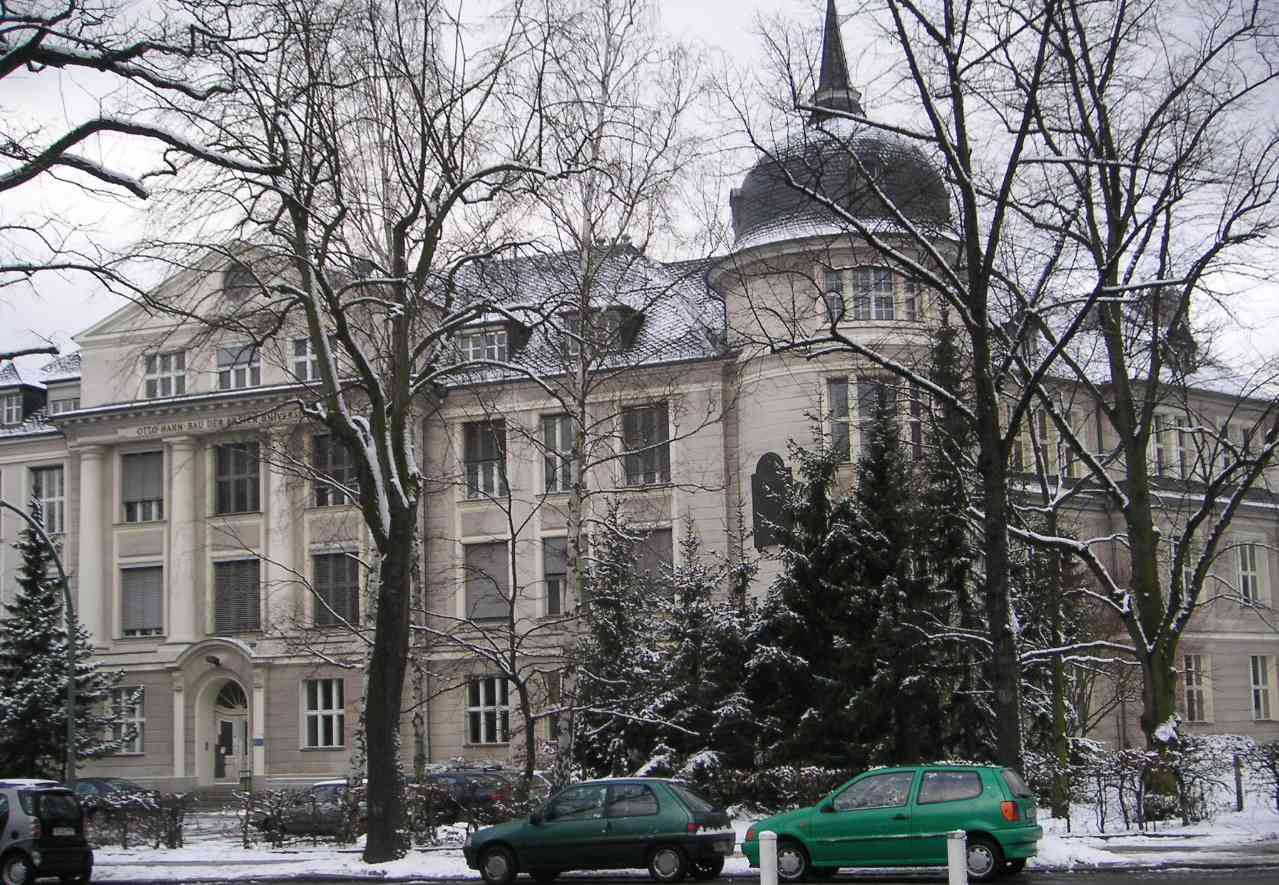
Instytut Chemii im. Cesarza Wilhelma (Kaiser-Wilhelm-Institut für Chemie) w Berlinie (obecnie: Instytut Biochemii Uniwersytetu Berlińskiego)

Po obronie pracy doktorskiej starała się, bez powodzenia, rozpocząć pracę u Marii Skłodowskiej-Curie w Paryżu. Po odmowie, pracowała w Instytucie Fizyki Teoretycznej w Wiedniu. W roku 1907 przeniosła się do Berlina, gdzie słuchała wykładów Maksa Plancka i po roku zostając jedną z jego asystentek. W Berlinie spotkała też młodego chemika Otto Hahna, z którym pracowała, z krótkimi przerwami, następne 30 lat.

### Praca naukowa w Berlinie
Przez pierwsze lata pracowała z Hahnem nieodpłatnie, jako wolontariuszka, dzieląc z nim przerobiony z warsztatu stolarskiego pokój w Instytucie Chemii. Sytuacja ta zmieniła się w roku 1909, po oficjalnym wprowadzeniu w Prusach prawa studiowania dla kobiet.
W 1909 Hahn i Meitner odkryli zjawisko odrzutu promieniotwórczego, a w następnych latach liczne radioaktywne nuklidy. Dzięki tym sukcesom dołączyła do grona najwybitniejszych fizyków swojego czasu i miała okazję poznać osobiście m.in. Alberta Einsteina.
W 1912 roku warunki pracy Meitner i Hahna poprawiły się dzięki przenosinom ich laboratorium do nowo założonego przez Hahna Instytutu Chemii przy Towarzystwie Cesarza Wilhelma (Kaiser-Wilhelm-Gesellschaft – dziś Otto-Hahn-Bau przy Thielallee w Berlinie). Lise Meitner miała w tym instytucie jednak nadal pozycję wolontariuszki. W czasie I wojny światowej pracowała jako siostra w polowych szpitalach armii austriackiej na froncie wschodnim, przy aparatach Röntgena, podczas gdy Otto Hahn pracował nad projektem produkcji broni chemicznej.
Od 1917 pracowali znów wspólnie, odkrywając nowy, względnie trwały izotop protaktynu Pa231, pierwiastka chemicznego, który został odkryty przez Kazimierza Fajansa i O. H. Göhringa w 1913. W 1918 Lise Meitner została kierownikiem pracowni fizyczno-radiologicznej w Instytucie Chemii im. Cesarza Wilhelma, z odpowiednim do swojego stanowiska wynagrodzeniem. W 1922 otrzymała stopień doktora habilitowanego, uzyskując tym samym prawo do prowadzenia wykładów. W 1926 została profesorem nadzwyczajnym fizyki jądrowej na Uniwersytecie Berlińskim.

### Ucieczka z Niemiec
Choć od 1908 Meitner była członkinią kościoła ewangelickiego, po przejęciu władzy przez Hitlera w 1933 została uznana za Żydówkę na mocy ustaw norymberskich. Odebrano jej prawo nauczania, mogła jednak kontynuować swoje badania z Otto Hahnem nad promieniotwórczością w Instytucie Cesarza Wilhelma, który nie był instytucją państwową. Jako obywatelka Austrii nie podlegała bezpośrednio niemieckiej jurysdykcji, co dawało jej poczucie względnego bezpieczeństwa. Dopiero po aneksji Austrii przez III Rzeszę w 1938, gdy wszyscy obywatele tego kraju stali się automatycznie obywatelami Niemiec, zdecydowała się uciec przez Holandię i Danię do Szwecji, gdzie kontynuowała do 1946 swoje badania w Instytucie Nobla.
Hahn i Meitner pozostali w kontakcie listownym. W 1938 Otto Hahn opisał w jednym z listów do Lise odkryte przez siebie wspólnie ze Strassmannem zjawisko, które nazwał (roz)pęknięciem (Zerplatzen).
W 1939 Lise Meitner wraz ze swoim siostrzeńcem Otto Robertem Frischem opublikowała artykuł Disintegration of Uranium by Neutrons: A New Type of Nuclear Reaction, rozwijając w nim podstawy teoretyczne eksperymentu Hahna i Strassmanna. Użyli przy tym po raz pierwszy terminu ukutego przez Frischa: „rozszczepienie jądra atomowego”. Przy okazji zauważyli, iż oba powstałe z uranu jądra mają razem mniejszą masę niż jądro uranu. Z różnicy mas obliczyli, za pomocą znanego wzoru Einsteina E = mc², uwolnioną energię dla pojedynczego jądra uranu – około 200 MeV. Wyliczeniem tym stworzyli jeden z elementów do pokojowego i militarnego zastosowania energii atomowej. Frisch potwierdził te obliczenia eksperymentem przeprowadzonym w styczniu 1939 roku. Jako pacyfistka z przekonania, odrzuciła amerykańskie propozycje pracy nad budową bomby atomowej w USA i pozostała w czasie wojny w Szwecji.
W 1944 Otto Hahn otrzymał Nagrodę Nobla w dziedzinie chemii. Lise Meitner i Otto Frischa pominięto, nie uwzględniając ich wkładu. W USA w 1946 Narodowy Klub Prasy okrzyknął ją „kobietą roku”. Od 1947 Lise Meitner kierowała wydziałem fizyki jądrowej na Uniwersytecie Technicznym w Sztokholmie, oprócz tego wykładała gościnnie w USA. W 1960 przeniosła się do swojego siostrzeńca Frischa do Cambridge i pozostała tam do swej śmierci 27 października 1968.

## Upamiętnienie
- meitner – pierwiastek promieniotwórczy nazwany w 1997 roku na cześć uczonej

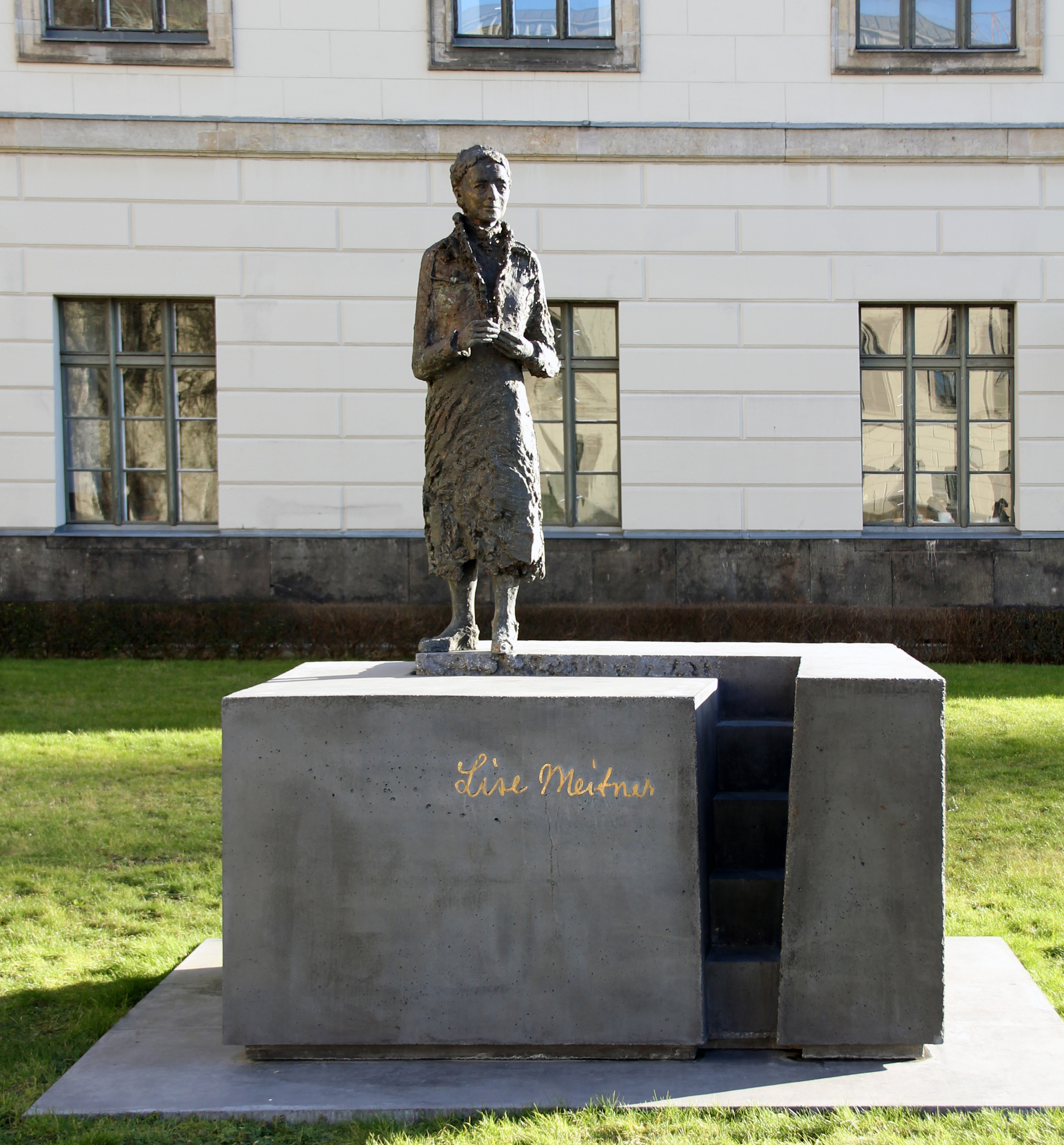
Pomnik na terenie Uniwersytetu Humboldtów

- Jej pomnik, odsłonięty w 2014 roku, znajduje się na terenie Uniwersytetu Humboldtów w Berlinie[6].

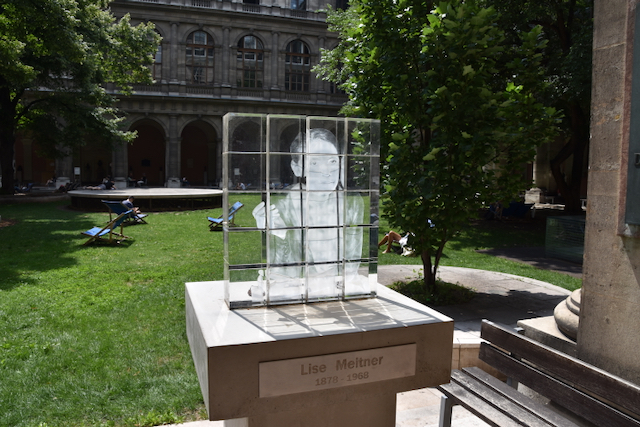
Popiersie Lise Meitner, Uniwersytet w Wiedniu

- Latem 2016 siedem kobiet naukowców, w tym Lise Meitner, upamiętniono rzeźbami na terenie Uniwersytetu Wiedeńskiego w ramach projektu obchodów 650-lecia uczelni[7].

## Publikacje (wybór)
Lise Meitner opublikowała 169 publikacji, m.in.:
- 1906 Wärmeleitung in inhomogenen Körpern
- 1907 Über die Absorption von α- und β-Strahlen
- 1918 Die Muttersubstanz des Actiniums, ein neues radioaktives Element von langer Lebensdauer (wspólnie z Otto Hahnem)
- 1919 Über das Protactinium und die Frage nach der Möglichkeit seiner Herstellung als chemisches Element
- 1922 Über der Entstehung der Betastrahl-Spektren radioaktiver Substanzen
- 1924 Über den Aufbau des Atominneren
- 1927 Der Zusammenhang von α- und β-Strahlen
- 1935 Der Aufbau der Atomkerne (wspólnie z Otto Frischem)
- 1939 Disintegration of uranium by neutrons: a new type of nuclear reaction (wspólnie z Otto Frischem)
- 1954 Atomenergie und Frieden
- 1960 The Status of Women in the Professions
- 1963 Wege und Irrwege der Kernenergie